# Alltheweb
Alltheweb var en söktjänst som startades 1997 och drevs av Fast Search & Transfer. Numera länkar adressen direkt till Yahoo.